# En un lugar de la mente
En un lugar de la mente es una serie limitada de historieta fantástica, publicada en 1981 y 1982, del autor español Josep María Beà. 

## Contexto e inspiración
Como explica el propio Beà: 

En aquellos días, Enric Sió y yo estábamos intentando, muy ingenuamente, y os aseguro que sin arrogancia alguna, imbricar invisiblemente algunos principios de la psiquiatría más clásica en el lenguaje del cómic, con la creencia de que el modo de ver los actos caligráficos puede provocar impresiones sensibles de carácter subliminal. [...] ambos estábamos convencidos de que trabajando en este sentido, encerrados en nuestro estudio, íbamos a renovar el medio y sorprender a la humanidad.

 Así, además de seguir aplicando el entrenamiento autógeno para dejar que fluyesen libremente las imágenes, como en su anterior obra (Historias de taberna galáctica), se obsesiona con el estudio de la neurosis de destino, tipificada por Freud. Unos días antes, había visto además la película Eraserhead, de David Lynch, que le había causado tal impresión que, en palabras del propio Beà, la «distorsión de la realidad objetiva, a partir de aquel momento, constituyó un elemento omnipresente» en sus trabajos.

## Contenido
Palabras del propio Beà: «en el primer capítulo la influencia de Lynch es obvia: aquel personaje perdido en un día geométrico con un gato en la boca no creo que hubiera existido sin el referente de Eraserhead».

## Ediciones
- 1983: En un lugar de la mente 1 (G&B S.A.)
- 1983: En un lugar de la mente 2 (G&B S.A.)
- 2001: En un lugar de la mente ( integral), (Glénat)